# Tlenek molibdenu(VI)
Tlenek molibdenu(VI) (tritlenek molibdenu), MoO3 – nieorganiczny związek chemiczny z grupy tlenków, w którym molibden występuje na VI stopniu utlenienia.

## Otrzymywanie
Jest ostatecznym produktem utleniania związków molibdenu. Otrzymuje się go przez prażenie siarczku molibdenu(IV) na powietrzu lub z molibdenianu amonu – w wyniku utleniania go tlenem w 550 °C lub traktowaniu jego wodnego roztworu stężonym kwasem azotowym.

## Właściwości
Tworzy białe kryształy w układzie rombowym. Są one światłoczułe – pod wpływem światła zmieniają barwę na niebieską. 
Podczas ogrzewania MoO
3 w próżni lub w obecności wodoru lub metalicznego molibdenu ulega on redukcji do MoO2 w temperaturze 500–600 °C. Ogrzany z wodorem do 900–1000 °C daje metaliczny molibden. Natomiast w wyniku redukcji wodnej zawiesiny MoO
3 w wodzie powstaje błękit molibdenowy.
Jest tlenkiem kwasowym i rozpuszcza się w alkaliach z wytworzeniem jonów molibdenianowych MoO4−
4. W przeciwieństwie do CrO
3 słabo rozpuszcza się w wodzie i nie wykazuje znaczących właściwości utleniających. Nie rozpuszcza się w rozpuszczalnikach organicznych, ale reaguje z poliolami i β-diketonami dając związki kompleksowe.